# Списак српских крилатица
Следи списак парола везаних за Србију, Србе и српски национализам. Србија нема званичну националну крилатицу.

## Списак
- „Само слога Србина спасава”,[1] популарно тумачено као што је приказано акронимима у делу крста са четири оцила заставе и грба.
- „За крст часни и слободу златну”.[2]
- „Нема крста без три прста”.
- „С Богом, за веру и отаџбину”, крилатица Српске револуције.
- „Време и моје право”, крилатица династије Обреновић и кнеза Михаила Обреновића.[3]
- „За краља и отаџбину”, крилатица Краљевске српске војске, уврштен на пешадијске заставе. [4]
- „За веру, краља и отаџбину”, крилатица Краљевске српске војске, уврштен на коњичке заставе. [5]
- „(С вером у Бога, за краља и отаџбину”, крилатица Краљевске српске војске Првог светског рата,[6] крилатица четника из Другог светског рата,[7][8][9] и српски паравојни крилатица из југословенских ратова.[10]
- „За слободу и част Отаџбине”, крилатица Међуратних четника,[11] и тренутно Војске Србије.
- „Слобода или смрт”, крилатица српских четника.[12]
- „Све за Српство и отаџбину”, усвојено од стране Народна одбрана 1911. године.[13]
- „За крст и слободу”.[14][15]
- „Бог чува Србију”.

## Слогани
- „Косово је Србија”, слоган који демонстранти користе као реакцију на самостално проглашење независности Косова.
- „Србија до Токија”, слоган и фраза настали су из скандирања навијача када је српски фудбалски клуб Црвена звезда освојио Интерконтинентални куп у Токију 1991. године.

## Галерија
- „С Богом, за веру и отаџбину“ на застави Првог српског устанка 1809.
- „За краља и отаџбину, са вером у Бога“ на застави Првог светског рата.
- „За краља и отаџбину, слободу или смрт” на званичној четничкој застави.
- „За слободу и част отаџбине“ на званичној застави Војске Србије.